# Унучек, Андрей Владимирович
Андре́й Влади́мирович Уну́чек (бел. Андрэй (Андрусь) Уладзіміравіч Унучак; род. 29 октября 1978, Яршевичи, Минская область) — белорусский историк, драматург. Кандидат исторических наук (2005).

## Биография
Родился в 1978 году в семье учителей в деревне Яршевичи Воложинского района Минской области. Окончил школу с золотой медалью.
Окончил Белорусский государственный университет в 2000 году с отличием. В 2005 году защитил кандидатскую диссертацию по теме «Наша ніва» і беларускі нацыянальны рух (1906—1915 гг.)" (07.00.02 — отечественная история; научный руководитель — д. и. н. Сташкевич Н. С.).
С 2004 года работает в Институте истории НАН Беларуси:
- 2001—2004 гг. — аспирант;
- 2004—2007 гг. — младший научный сотрудник;
- 2007—2010 гг. — научный сотрудник;
- 2011 г. — старший научный сотрудник:
- 2011—2013 гг. — заведующий сектором историографии и методов исторических исследований;
- с 2014 г. — заведующий отделом истории белорусского государственности;
- с 2016—2020 гг. — заведующий отделом истории Беларуси Нового времени.

По совместительству преподаёт в ведущих вузах страны: БГУ, БНТУ.
В период протестных акций в Белоруссии в 2020 году поддержал своих коллег, уволенных по политическим мотивам из Института истории НАН Беларуси и в знак солидарности с ними сам подал заявление на увольнение.

## Научная деятельность
Занимается вопросами белорусского национального движения первой трети XX в., политики властей Российской империи на белорусских землях во второй половине XIX в. — начале XX в., историей Протестантской церкви Белоруссии в 1905—1939 гг. Исследует биографии белорусских национальных деятелей.
Андрей Унучек является одним из организаторов международных научных конференций: «Повстание 1863—1864 гг. в Польше, Беларуси, Литве и Украине: история и память», «Беларусь, Несвижский край и Эдвард Войнилович» (2016), «Евангельская церковь Беларуси: история и современность (к 500-летию Николая Радзивилла Чёрного)» (2017).
Является главным редактором сборника «Лукаш Дзекуць-Малей і беларускія пераклады Бібліі» (2011).
Опубликовал около 50 научных работ.

### Диссертация
- «Наша Ніва» і беларускі нацыянальны рух (1906―1915 гг.) : аўтарэферат дысертацыі на суісканне вучонай ступені кандыдата гістарычных навук : 07.00.02 : 00.00.2005 / Унучак Андрэй Уладзіміравіч ; Нацыянальная акадэмія навук Беларусі, Дзяржаўная навуковая ўстанова Інстытут гісторыі. — Мінск, 2005. — 19 с.

### Монографии
- «Наша ніва» і беларускі нацыянальны рух (1906—1915 гг.). — Мінск: Беларуская навука, 2008. — 186 с.

### Коллективные монографии
- Беларускі нацыянальны рух: асноўныя напрамкі развіцця / Гістарыяграфія гісторыі Беларусі канца XVIII — пачатку ХХ ст.: праблемы, здабыткі, перспектывы. — Мінск, Беларуская навука, 2006.
- Культура и общественно-политическая мысль Беларуси в 1863—1900 гг.; Беларусь в начале XX в. Укрепление национального самосознания // История России: Новое и Новейшее время. — Москва: ЭКСМО, 2010.
- «Мы ёсьць народам»: Мітрафан Доўнар-Запольскі ў апошнім перыядзе жыцця і творчасці (1918—1934) // Доўнар-Запольскі М. В. Дзяржаўная гаспадарка Вялікага Княства Літоўскага пры Ягелонах. — Мінск: Беларуская навука, 2009.
- Беларуская нацыянальна-дзяржаўная ідэя ў канцы ХІХ ст. — 1917 г. // На шляху станаўлення беларускай нацыі: гістарыяграфічныя здабыткі і праблемы. — Мінск: Беларуская навука, 2011.
- «Наша ніва» і беларуская нацыянальная ідэя (1906—1915 гг.) // Гісторыя беларускай дзяржаўнасці ў XVIII — пачатку ХХІ ст. Кн. 1. — Мінск: Беларуская навука, 2011.
- История Белорусской железной дороги. Из века ХІХ — в век ХХІ / В. В. Яновская и др. — Минск: Маст. літ., 2012.

## Писательская деятельность
- Біблія князя Радзівіла / Андрусь Унучак. 1517 / Аляксей Шэін, Андрусь Унучак : гістарычныя п’есы. — Мінск: Пазітыў-цэнтр, 2019. — 119 с.

По этой пьесе был подготовлен спектакль под руководством режиссёра и актёра Национального академического театра им. Янки Купалы Павла Харланчука. Спектакль неоднократно показывался в различных театрах республики.

## Награды и премии
- 2013 — Лауреат премии НАН Беларуси имени В. Ф. Купревича для молодых ученых за цикл работ, посвящённых теме «Наша Нива» и история белорусского национального движения начала XX в."[5].